# Maison de Courtenay
Ne doit pas être confondu avec Maison capétienne de Courtenay ou Maison de Courtenay de Powderham.

Blason des seigneurs de Courtenay : d'or à trois tourteaux de gueules

La maison de Courtenay est issue d'Hutton (parfois appelé Athon,), qui serait apparentée aux comtes de Sens. Elle comporte plusieurs branches :
- la branche aînée d'où est issue la maison capétienne de Courtenay,
- la branche cadette qui gouverne le comté d'Édesse en Orient,
- la branche anglaise des comtes de Devon.

## Histoire
Aux alentours de l'an 1000, Hutton profite de la guerre de succession de Bourgogne entre Robert II le Pieux et Otte-Guillaume de Bourgogne pour s'emparer d'une terre en Gâtinais (Loiret), sur laquelle il bâtit le château de Courtenay. Son fils Josselin de Courtenay a trois fils, dont Miles de Courtenay et Josselin Ier de Courtenay-Edesse.

### Branche aînée
Miles (ou Milon), fils aîné de Josselin de Courtenay, épouse en 1095 Ermengarde, fille du comte Renaud II de Nevers. Leurs fils Guillaume et Renaud se rendent en Palestine, mais Guillaume étant mort au cours du voyage, Renaud revient en France et lui succède ; il possède, entre autres, les seigneuries de Courtenay, Château-Renard, Bléneau, Tanlay, Charny (Yonne), etc.. Vers 1150, sa fille et héritière Élisabeth épouse l'un des fils cadets du roi Louis VI, Pierre de France, qui hérite de la seigneurie et est la tige de la maison capétienne de Courtenay.

### Branche cadette

Fin et chute du comté d'Édesse, de 1131 à 1150.

Josselin Ier (second fils de Josselin de Courtenay) part en Terre sainte en 1101 rejoindre son cousin, le comte d'Édesse Baudouin du Bourg ; il reçoit la seigneurie de Turbessel qu’il défend contre les Turcs, puis le comté d'Édesse en 1119, Baudouin du Bourg ayant été entre-temps élu roi de Jérusalem. Par sa situation avancée en territoire musulman, Édesse est le plus exposé des fiefs des croisés ; Josselin Ier réussit à accroître et à conserver le comté jusqu’à sa mort en 1131.
Son fils et successeur, Josselin II, perd peu à peu ses fiefs principaux : Mélitène en 1141, puis Édesse en 1144. Il tente de reprendre Édesse en 1146, mais l’opération échoue. Josselin II d'Édesse a perdu une grande partie des territoires de son père, lorsqu’il est fait prisonnier en 1150 par des Turcomans. Il meurt en captivité en 1159 à Alep.
La branche cadette de la maison de Courtenay s’éteint en 1200, à la mort de Josselin III de Courtenay (fils de Josselin II), comte titulaire d'Édesse et sénéchal du royaume de Jérusalem.

### Branche anglaise

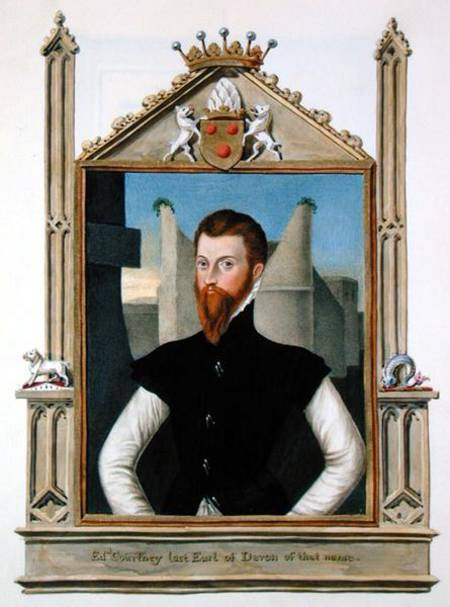
Édouard Courtenay,
comte de Devon (1527-1556)

Elle est issue probablement d'un neveu d'Élisabeth, Robert de Courtenay, qui s'établit en Angleterre vers le début du XIIIe siècle,. L'un de ses descendants, Hugues de Courtenay, épouse une petite-fille du roi Édouard Ier et est créé comte de Devon en 1355, en raison de l'héritage de la famille de son arrière-grand-mère.
Pendant la guerre des Deux-Roses, les Courtenay prennent le parti des Lancastre, ce qui leur vaut de voir leurs terres confisquées lors des victoires de la maison d'York (1461-1470 et 1471-1485). En 1495, Guillaume Courtenay, comte de Devon, épouse Catherine d'York, fille du roi d’Angleterre Edouard IV. Cette alliance lui vaut d’être, pendant un moment, emprisonné à la tour de Londres, le roi Henri VII Tudor (lui-même marié à Élisabeth d'York, la sœur aînée de Catherine) craignant une conspiration de cet éventuel prétendant au trône. Son comté lui est finalement restitué en 1511.
Le fils de Guillaume et de Catherine d'York, Henri Courtenay (1496-1538) est tout d’abord un proche du roi Henri VIII, mais sa femme, catholique, étant restée proche de la reine répudiée Catherine d'Aragon, il est soupçonné de haute trahison puis décapité à la tour de Londres en 1538. Son fils Édouard Courtenay (1526-1556), comte de Devon, est un moment « fiancé » à la reine Marie Ire Tudor qui épouse finalement le roi Philippe II d’Espagne en 1554. Il se rapproche alors de la sœur de Marie, la future reine Élisabeth Ire, puis il est mêlé à une conspiration contre la reine Marie. Ses terres lui sont confisquées, puis son comté lui est restitué en 1553. Il meurt, sans postérité, en exil à Padoue. Il est le dernier de la branche principale des Courtenay en Angleterre, mais la famille ne s'éteint pas avec lui, puisqu'il subsistait une autre branche, dite de Powderham, qui continue jusqu'à nos jours.
En 1831, l'aîné des Courtenay subsistants, le vicomte  Courtenay de Powderham, réclama le titre de comte de Devon, arguant d'une formule juridique ambigüe dans l'acte de création de 1553. Le titre lui fut accordé, avec une ligne de succession agnatique étendue à toute la famille de Courtenay (« heirs male whatsoever »). L'actuel et 19e comte de Devon est Charles Courtenay, né en 1975.

## Généalogie
```
Hutton
, premier seigneur de Courtenay
│
└──> 
Josselin
 (
1034
-?), second seigneur de Courtenay
     x 1) Hildegarde de Gâtinais, sœur de 
Geoffroy III d'Anjou

     x 2) Elisabeth de Montlhéry, fille de 
Gui 
I
er
 de Montlhéry

     │
     ├─1> Hodierne
     │    x Geoffroy II, 
comte de Joigny
 ?
     │
     ├─2> 
Miles de Courtenay
, troisième seigneur de Courtenay
     │    x 1095 Ermengearde de Nevers, fille de 
Renaud II
 
comte de Nevers

     │    │
     │    ├──> Guillaume de Courtenay († 1145), quatrième seigneur de Courtenay
     │    │
     │    ├──> Josselin
     │    │
     │    └──> 
Renaud de Courtenay
, cinquième seigneur de Courtenay
     │         x Hélène du Donjon
     │         │
     │         ├──> 
Élisabeth
 
     │         │    x 
Pierre de France
, sixième seigneur de Courtenay
     │         │     │
     │         │     └──> 
Maison capétienne de Courtenay

     │         │
     │         └──> une fille
     │              x N, seigneur de Seigneulay
     │
     ├─2> 
Josselin 
I
er
, 
comte d'Édesse
 († 
1131
)
     │    x1) Béatrice, fille de 
Constantin 
I
er
, 
prince d'Arménie

     │    x2) Marie de Salerne, sœur de 
Roger de Salerne
, 
régent d'Antioche

     │    │
     │    └─1> 
Josselin II
, comte d’Édesse († 
1159
)
     │         x Béatrice
     │         │
     │         ├──> 
Josselin III d'Édesse
 († 
1200
)
     │         │     x 
Agnès de Milly

     │         │     │
     │         │     ├──> 
Béatrix

     │         │     │      x 
Othon de Botenlauben

     │         │     │
     │         │     └──> Agnès
     │         │             x Guillaume de La Mandelie
     │         │
     │         ├──> 
Agnès de Courtenay

     │         │    x 
Amaury 
I
er
, 
roi de Jérusalem

     │         │
     │         └──> Isabelle de Courtenay
     │              x 1149 
Thoros II
, 
prince d'Arménie

     │
     └─2> Geoffroy Chapalu († 1139)
```